# Oshibori

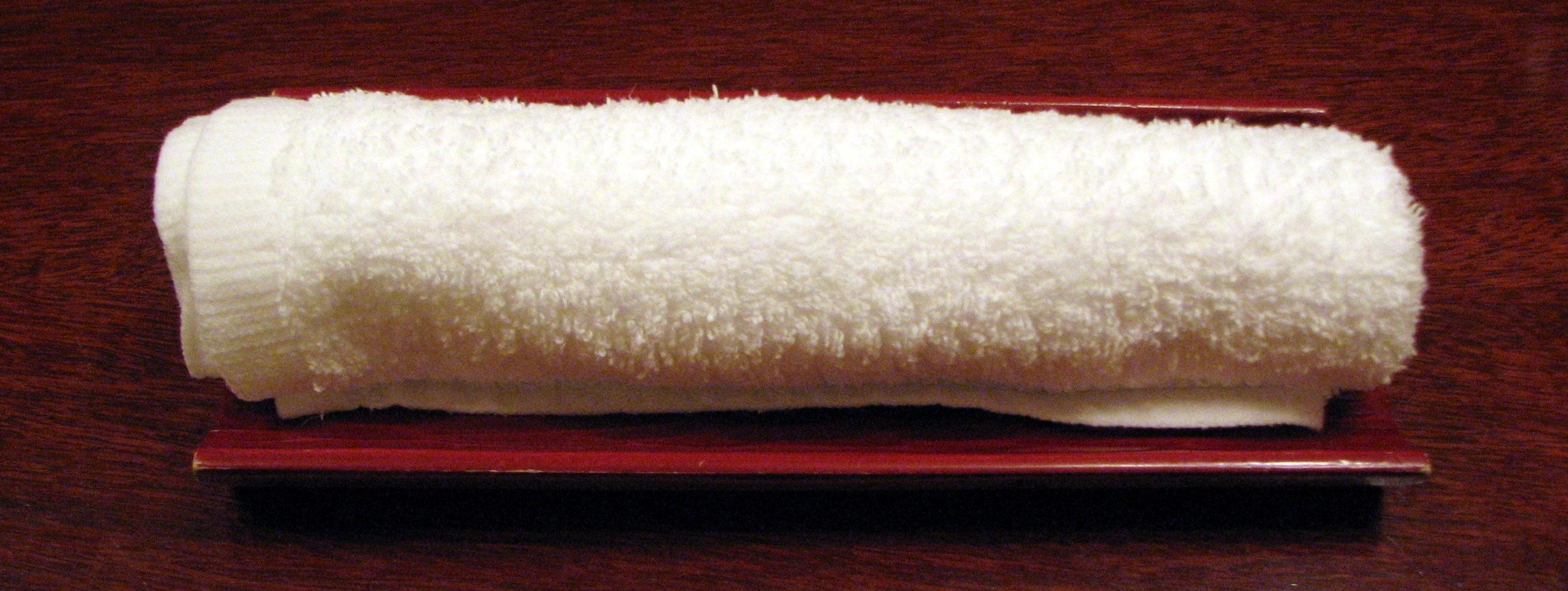
Un oshibori servito sul classico vassoietto

L'oshibori (おしぼり?) è un asciugamano umido che viene offerto ai clienti di ristoranti e locali giapponesi e cinesi. Viene usato per pulirsi le mani prima di mangiare o durante il pasto senza alzarsi da tavola.

## Origine del termine

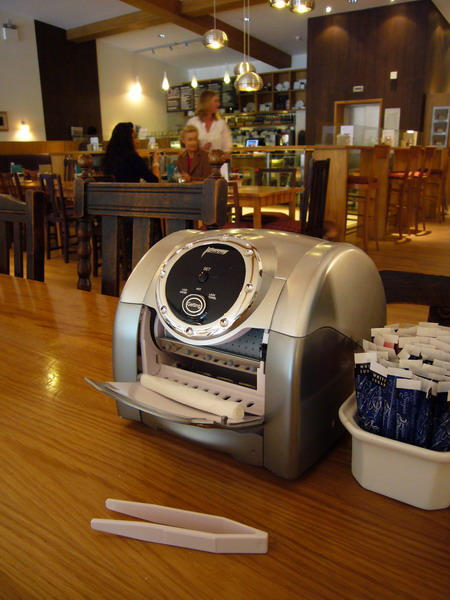
Un dispensatore di oshibori

La parola oshibori deriva dalla parola giapponese shiboru (絞る?), che significa "strizzare", a cui viene aggiunto il prefisso onorifico o (お?). Nella scrittura giapponese il termine oshibori è normalmente scritto in hiragana  (おしぼり?), ma è diffusa anche la scrittura in kanji  (お絞り, 御絞り?).
Gli oshibori sono conosciuti anche come otefuki, dal giapponese te (手? "mano") e fuku (拭く?  "pulire").

## Utilizzo
Un tipico oshibori, fatto di tessuto, viene inumidito con acqua e strizzato. Viene lasciato sui tavoli ed offerto ai clienti di ristoranti e locali giapponesi sia in patria che, spesso, all'estero. Viene usato per pulirsi le mani prima di mangiare o durante il pasto senza alzarsi da tavola. In estate vengono usati freddi, in inverno caldi.
Spesso viene inserito arrotolato dentro le scatole da asporto con il pranzo, i bentō.
Alcuni locali usano invece asciugamani fatti di carta o comunque usa e getta, che contengono agenti sterilizzanti come alcool. Questi, come quelli di tessuto, vengono venduti in sacchetti di plastica in minimarket.

## Particolarità
Molti locali usano oshibori in grandi quantità, ma spesso non li preparano in loco, ma utilizzano un servizio di noleggio con lavanderia, che li arrotola nella tipica forma cilindrica e li consegna già umidi in sacchettini di plastica.
Certi locali utilizzano un dispensatore di oshibori, con asciugamani che vengono individualmente bagnati, arrotolati e profumati.